# ITF Women’s Circuit 2018 (Juli–September)
In den folgenden Tabellen werden die Tennisturniere des dritten Quartals des ITF Women’s Circuit 2018 dargestellt.

## Turnierplan
| Kategorien |
| ---------- |
| $100.000   |
| $80.000    |
| $60.000    |
| $25.000    |
| $15.000    |

### Juli
| Datum 1 | Turnierort                                              | Siegerin Einzel         | Siegerinnen Doppel                         |
| ------- | ------------------------------------------------------- | ----------------------- | ------------------------------------------ |
| 2.7.    | Rom Tiro a Volo 2018                                    | Dajana Jastremska       | Laura Pigossi Renata Zarazúa               |
| 2.7.    | Naiman                                                  | Zhang Yuxuan            | Kang Jiaqi Kim Na-ri                       |
| 2.7.    | Denain                                                  | Walerija Strachowa      | Momoko Kobori Ayano Shimizu                |
| 2.7.    | Aschaffenburg Schönbusch Open 2018                      | Anna Zaja               | Polina Leikina Isabella Schinikowa         |
| 2.7.    | Den Haag                                                | Malene Helgo            | Emily Appleton Ida Jarlskog                |
| 2.7.    | Corroios-Seixal                                         | Paige Mary Hourigan     | Andrea Ka Eden Silva                       |
| 2.7.    | Focșani                                                 | Andreea Mitu            | Andreea Mitu Oana Georgeta Simion          |
| 2.7.    | Prokuplje                                               | Gabriela Pantůčková     | Lea Bošković Veronika Erjavec              |
| 9.7.    | Contrexéville Grand Est Open 88 2018                    | Stefanie Vögele         | An-Sophie Mestach Zheng Saisai             |
| 9.7.    | Budapest Hungarian Pro Circuit Ladies Open 2018         | Viktória Kužmová        | Alexandra Cadanțu Chantal Škamlová         |
| 9.7.    | Versmold Reinert Open 2018                              | Olga Danilović          | Pemra Özgen Despina Papamichail            |
| 9.7.    | Honolulu, HI                                            | Nao Hibino              | Misaki Doi Jessica Pegula                  |
| 9.7.    | Winnipeg                                                | Rebecca Marino          | Akiko Omae Victoria Rodríguez              |
| 9.7.    | Tianjin                                                 | Liu Fangzhou            | Feng Shuo Jiang Xinyu                      |
| 9.7.    | Turin                                                   | Andreea Amalia Roșca    | Vivian Heisen Sandra Samir                 |
| 9.7.    | Setúbal                                                 | Ylena In-Albon          | Mathilde Armitano Elixane Lechemia         |
| 9.7.    | Getxo                                                   | Aliona Bolsova Zadoinov | Yvonne Cavalle-Reimers Ángela Fita Boluda  |
| 9.7.    | Nonthaburi                                              | Ankita Raina            | Robu Kajitani Lee Pei-chi                  |
| 9.7.    | Knokke                                                  | Lara Salden             | Maryna Tschernyschowa Anna Ukolowa         |
| 9.7.    | Hongkong                                                | Eudice Chong            | Ng Kwan-yau Wu Ho-ching                    |
| 9.7.    | Solo                                                    | Aldila Sutjiadi         | Rifanty Kahfiani Ayaka Okuno               |
| 9.7.    | Almaty                                                  | Darja Kruschkowa        | Darja Kruschkowa Xenija Palkina            |
| 9.7.    | Amstelveen                                              | Julia Rosenqvist        | Marlies Szupper Eva Vedder                 |
| 9.7.    | Bukarest                                                | Georgia Crăciun         | Soumeya Anane Elaine Genovese              |
| 9.7.    | Prokuplje                                               | Gabriela Pantůčková     | Barbara Bonić Jelena Stojanovic            |
| 16.7.   | Olmütz ITS Cup 2018                                     | Fiona Ferro             | Petra Krejsová Jesika Malečková            |
| 16.7.   | Astana President’s Cup 2018/Damen                       | Ekaterine Gorgodse      | Berfu Cengiz Anna Danilina                 |
| 16.7.   | Berkeley, CA                                            | Sofia Kenin             | Nicole Gibbs Asia Muhammad                 |
| 16.7.   | Gatineau                                                | Astra Sharma            | Bianca Andreescu Carson Branstine          |
| 16.7.   | Darmstadt Tennis International 2018                     | Aliona Bolsova Zadoinov | Martina Colmegna Despina Papamichail       |
| 16.7.   | Imola                                                   | Stefania Rubini         | Federica Di Sarra Giorgia Marchetti        |
| 16.7.   | Figueira da Foz                                         | Jessika Ponchet         | Yvonne Cavallé Reimers Andrea Gámiz        |
| 16.7.   | Nonthaburi                                              | Lee Ya-hsuan            | Rutuja Bhosale Pranjala Yadlapalli         |
| 16.7.   | Wien                                                    | Marta Lesniak           | Jana Jablonovská Lenka Juriková            |
| 16.7.   | Brüssel                                                 | Mirjam Björklund        | Linda Puppendahl Sabrina Rittberger        |
| 16.7.   | Pärnu                                                   | Daniela Vismane         | Saara Orav Katriin Saar                    |
| 16.7.   | Dijon                                                   | Katharine Fahey         | Émeline Dartron Mylène Halemai             |
| 16.7.   | Baja                                                    | Darija Lopatezka        | Soumeya Anane Julia Kimmelmann             |
| 16.7.   | Jakarta                                                 | Arianne Hartono         | Arianne Hartono Aldila Sutjiadi            |
| 16.7.   | Don Benito (Badajoz)                                    | María José Luque Moreno | Marina Bassols Ribera Irina Cantos Siemers |
| 23.7.   | Prag Advantage Cars Prague Open 2018/Damen              | Richèl Hogenkamp        | Cornelia Lister Nina Stojanović            |
| 23.7.   | Granby                                                  | Julia Glushko           | Ellen Perez Arina Rodionova                |
| 23.7.   | Ashland, KY                                             | Gail Brodsky            | Jovana Jakšić Renata Zarazúa               |
| 23.7.   | Horb BMW AHG Cup 2018                                   | Katharina Gerlach       | Oana Georgeta Simion Gabriela Talabă       |
| 23.7.   | Baja                                                    | Paula Ormaechea         | Natalija Kostić Paula Ormaechea            |
| 23.7.   | Porto                                                   | Cristina Bucsa          | Montserrat González Laura Pigossi          |
| 23.7.   | Taipeh                                                  | Wu Ho-ching             | Joanna Garland Lee Hua-chen                |
| 23.7.   | Tampere                                                 | Francesca Jones         | Camila Giangreco Campiz Bojana Marinkovic  |
| 23.7.   | Les Contamines-Montjoie                                 | Mathilde Armitano       | Katharine Fahey Chiara Lommer              |
| 23.7.   | Telawi                                                  | Sosia Kardawa           | Nadezda Gorbachkova Julia Helbet           |
| 23.7.   | Schio                                                   | Nastassja Burnett       | Costanza Traversi Aurora Zantedeschi       |
| 23.7.   | Sandefjord                                              | Malene Helgo            | Astrid Wanja Brune Olsen Malene Helgo      |
| 23.7.   | Evansville, IN                                          | Elysia Bolton           | Connie Ma Gianna Pielet                    |
| 30.7.   | Lexington Kentucky Bank Tennis Championships 2018/Damen | Asia Muhammad           | Hayley Carter Ena Shibahara                |
| 30.7.   | Bad Saulgau Knoll Open 2018                             | Laura Siegemund         | Albina Xabibulina Hélène Scholsen          |
| 30.7.   | Woking                                                  | Tereza Smitková         | Dalma Gálfi Valentini Grammatikopoulou     |
| 30.7.   | El Espinar                                              | Ludmilla Samsonova      | Marina Bassols Ribera Olga Parres Azcoitia |
| 30.7.   | Fort Worth, TX                                          | Maria Mateas            | Hsu Chieh-yu Marcela Zacarias              |
| 30.7.   | Savitaipale                                             | Alexandra Damaschin     | Polina Bachmutkina Elena Malygina          |
| 30.7.   | Dublin                                                  | Emily Appleton          | Karola Patricia Bejenaru Julia Kimmelmann  |
| 30.7.   | Biella                                                  | Bianca Turati           | Costanza Traversi Aurora Zantedeschi       |
| 30.7.   | Kasan                                                   | Darja Mischina          | Maria Krupenina Anastassija Tichonowa      |

### August
| Datum 1 | Turnierort                                   | Siegerin Einzel          | Siegerinnen Doppel                         |
| ------- | -------------------------------------------- | ------------------------ | ------------------------------------------ |
| 6.8.    | Jinan                                        | Zhu Lin                  | Wang Xinyu You Xiaodi                      |
| 6.8.    | Hechingen Boso Ladies Open Hechingen 2018    | Ekaterine Gorgodse       | Polina Monowa Chantal Škamlová             |
| 6.8.    | Landisville, PA                              | Madison Brengle          | Ellen Perez Arina Rodionova                |
| 6.8.    | Koksijde                                     | Richèl Hogenkamp         | Anna Bondár Raluca Georgiana Șerban        |
| 6.8.    | Chiswick                                     | Witalija Djatschenko     | Freya Christie Samantha Murray             |
| 6.8.    | Warschau                                     | Olha Jantschuk           | Maja Chwalińska Daria Kuczer               |
| 6.8.    | Las Palmas de Gran Canaria                   | Başak Eraydın            | Ulrikke Eikeri Jana Sisikowa               |
| 6.8.    | Nonthaburi                                   | Wang Xiyu                | Rutuja Bhosale Pranjala Yadlapalli         |
| 6.8.    | Guayaquil                                    | Fernanda Brito           | Fernanda Brito Sofía Luini                 |
| 6.8.    | Santa Tecla                                  | Vladica Babić            | Stephanie Nemtsova Andrea Renee Villarreal |
| 6.8.    | Sezze                                        | Bianca Turati            | Noelia Bouzo Zanotti Ángela Fita Boluda    |
| 6.8.    | Arad                                         | Nefisa Berberović        | Cristina Ene Ioana Loredana Roșca          |
| 6.8.    | Kasan                                        | Darja Mischina           | Alena Fomina Darja Kruschkowa              |
| 13.8.   | Vancouver, BC Odlum Brown Vanopen 2018/Damen | Misaki Doi               | Desirae Krawczyk Giuliana Olmos            |
| 13.8.   | Guiyang                                      | Anastassija Gassanowa    | Kang Jiaqi Xun Fangying                    |
| 13.8.   | Leipzig Leipzig Open 2018                    | Warwara Flink            | Cristina Dinu Hanna Posnichirenko          |
| 13.8.   | Las Palmas de Gran Canaria                   | Başak Eraydın            | Quirine Lemoine Eva Wacanno                |
| 13.8.   | Nonthaburi                                   | Wang Xinyu               | Wang Xinyu Wang Xiyu                       |
| 13.8.   | Guayaquil                                    | Fernanda Brito           | Fernanda Brito Sofía Luini                 |
| 13.8.   | Cuneo                                        | Paula Cristina Gonçalves | Isabella Tcherkes Zade Aurora Zantedeschi  |
| 13.8.   | Gimcheon                                     | Emily Appleton           | Jung So-hee Kim Mi-ok                      |
| 13.8.   | Oldenzaal                                    | Greet Minnen             | Annick Melders Eva Vedder                  |
| 13.8.   | Moskau                                       | Anastassija Komardina    | Anastassija Frolowa Anna Morgina           |
| 20.8.   | Braunschweig Braunschweig Women’s Open 2018  | Anastasia Zarycká        | Julia Wachaczyk Anastasia Zarycká          |
| 20.8.   | Tsukuba                                      | Wang Xiyu                | Akiko Omae You Xiaodi                      |
| 20.8.   | Wanfercée-Baulet                             | Lara Salden              | Lara Salden Camille Sireix                 |
| 20.8.   | Budapest                                     | Gabriela Pantůčková      | Petra Januskova Daniela Vismane            |
| 20.8.   | Gimcheon                                     | Kim Da-hye               | Jeong Yeong-won Park Sang-hee              |
| 20.8.   | Rotterdam                                    | Marina Bassols Ribera    | Suzan Lamens Swjatlana Piraschenka         |
| 20.8.   | Lambaré                                      | Fernanda Brito           | Fernanda Brito Camila Giangreco Campiz     |
| 20.8.   | Bukarest                                     | Cristina Ene             | Anna Sisková Natalie Suk                   |
| 20.8.   | Moskau                                       | Walerija Juschtschenko   | Wlada Kowal Vitalia Stamat                 |
| 20.8.   | Vrnjačka Banja                               | Draginja Vuković         | Joëlle Steur Julyette Steur                |
| 20.8.   | Caslano                                      | Sandy Marti              | Alba Carrillo Marín Noelia Zeballos        |
| 27.8.   | Budapest                                     | Iga Świątek              | Ulrikke Eikeri Eliza Kostowa               |
| 27.8.   | Bagnatica                                    | Kaja Juvan               | Giorgia Marchetti Camilla Rosatello        |
| 27.8.   | Nanao                                        | Ayano Shimizu            | Kanako Morisaki Megumi Nishimoto           |
| 27.8.   | Almaty                                       | Julija Hatouka           | Tereza Mihalíková Walerija Strachowa       |
| 27.8.   | Říčany                                       | Vendula Žovincová        | Karolína Kubáňová Nikola Tomanová          |
| 27.8.   | Yeongwol                                     | Kim Dabin                | Erina Hayashi Chisa Hosonuma               |
| 27.8.   | Haren                                        | Marina Bassols Ribera    | Arianne Hartono Suzan Lamens               |
| 27.8.   | Asunción                                     | Fernanda Brito           | Fernanda Brito Camila Giangreco Campiz     |
| 27.8.   | Moskau                                       | Wlada Kowal              | Anastasia Chikalkina Anastassija Suchotina |
| 27.8.   | Nonthaburi                                   | Lee Hua-chen             | Cho I-hsuan Wang Danni                     |

### September
| Datum 1 | Turnierort                                       | Siegerin Einzel        | Siegerinnen Doppel                           |
| ------- | ------------------------------------------------ | ---------------------- | -------------------------------------------- |
| 3.9.    | Zagreb                                           | Tereza Mrdeža          | Andrea Gámiz Aymet Uzcátegui                 |
| 3.9.    | Montreux Montreux Ladies Open 2018               | Iga Świątek            | Andreea Mitu Elena-Gabriela Ruse             |
| 3.9.    | Sofia                                            | Barbara Haas           | Manon Arcangioli Marie Benoît                |
| 3.9.    | Prag                                             | Julyette Steur         | Karolína Kubáňová Nikola Tomanová            |
| 3.9.    | Badenweiler                                      | Rebeka Masarova        | Dewi Dijkman Katharina Hering                |
| 3.9.    | Székesfehérvár                                   | Ioana Gaspar           | Wiktorija Kan Ingrid Vojčináková             |
| 3.9.    | Triest                                           | Alice Matteucci        | Verena Hofer Maria Vittoria Viviani          |
| 3.9.    | Kyōto                                            | Himeno Sakatsume       | Chinatsu Shimizu Minami Shuto                |
| 3.9.    | Yeongwol                                         | Jeong Su-nam           | Kim Da-bin Lee So-ra                         |
| 3.9.    | Luque                                            | Gabriela Cé            | Melissa Morales Kirsten-Andrea Weedon        |
| 3.9.    | Santarém                                         | Greet Minnen           | Dasha Ivanova Samantha Murray                |
| 3.9.    | Marbella                                         | Gabriela Talabă        | Claudia Hoste Ferrer Gabriela Talabă         |
| 3.9.    | Nonthaburi                                       | Patcharin Cheapchandej | Nudnida Luangnam Bunyawi Thamchaiwat         |
| 3.9.    | Monastir                                         | Andrea Lázaro García   | Paula Arias Manjón Andrea Lázaro García      |
| 10.9.   | Biarritz Engie Open de Biarritz Pays Basque 2018 | Tamara Korpatsch       | Irina Bara Walentina Iwachnenko              |
| 10.9.   | Santa Margherita di Pula                         | Tereza Mrdeža          | Martina Colmegna Federica Di Sarra           |
| 10.9.   | Warna                                            | Georgia Crăciun        | Gabriela Talabă Aymet Uzcátegui              |
| 10.9.   | Anning                                           | Guo Meiqi              | Liu Siqi Lu Jiaxi                            |
| 10.9.   | Frýdek-Místek                                    | Marta Leśniak          | Karolína Kubáňová Nikola Tomanová            |
| 10.9.   | Kairo                                            | Charlotte Römer        | Anna Morgina Elina Nepli                     |
| 10.9.   | Almaty                                           | Maryna Tschernyschowa  | Maryna Tschernyschowa Vlada Ekshibarova      |
| 10.9.   | Montemor-o-Novo                                  | Dasha Ivanova          | Inês Murta Nina Stadler                      |
| 10.9.   | Ceuta                                            | Aleksandrina Najdenowa | Claudia Hoste Ferrer María José Luque Moreno |
| 10.9.   | Monastir                                         | Andrea Lázaro García   | Paula Arias Manjón Andrea Lázaro García      |
| 17.09.  | Saint-Malo                                       | Ludmilla Samsonova     | Cristina Bucsa María Herazo González         |
| 17.09.  | Cairns                                           | Astra Sharma           | Naiktha Bains Xu Shilin                      |
| 17.09.  | Dobritsch                                        | Caroline Werner        | Cristina Dinu Aymet Uzcátegui                |
| 17.09.  | Santa Margherita di Pula                         | Anastasia Zarycká      | Federica Di Sarra Anastasia Grymalska        |
| 17.09.  | Podgorica                                        | Jesika Malečková       | Miriam Kolodziejová Nina Potočnik            |
| 17.09.  | Lissabon                                         | Lesley Kerkhove        | Emma Laine Samantha Murray                   |
| 17.09.  | Lubbock                                          | Rebecca Marino         | Naomi Broady Nadia Podoroska                 |
| 17.09.  | Buenos Aires                                     | Fernanda Brito         | Fernanda Brito Camila Giangreco Campiz       |
| 17.09.  | Anning                                           | Lee Hua-chen           | Sowjanya Bavisetti Wang Danni                |
| 17.09.  | Kairo                                            | Sandra Samir           | Joëlle Kissell Charlotte Römer               |
| 17.09.  | Batumi                                           | Darja Kudaschowa       | Aleksandra Pitak Katarzyna Pitak             |
| 17.09.  | Schymkent                                        | Xenija Palkina         | Ania Hertel Kamilla Rachimowa                |
| 17.09.  | Monastir                                         | Claudia Giovine        | Martina Biagianti Claudia Giovine            |
| 17.09.  | Antalya                                          | Sinja Kraus            | Darja Nasarkina Anastassija Poplawska        |
| 24.09.  | Darwin                                           | Kimberly Birrell       | Rutuja Bhosale Hiroko Kuwata                 |
| 24.09.  | Valencia                                         | Paula Badosa Gibert    | Irina Chromatschowa Nina Stojanović          |
| 24.09.  | Templeton, CA                                    | Asia Muhammad          | Asia Muhammad Maria Sanchez                  |
| 24.09.  | Clermont-Ferrand                                 | Lesley Kerkhove        | Leonie Küng Isabella Schinikowa              |
| 24.09.  | Santa Margherita di Pula                         | Katharina Hobgarski    | Tayisiya Morderger Yana Morderger            |
| 24.09.  | Óbidos                                           | Giulia Gatto-Monticone | Katarzyna Piter Walerija Sawinych            |
| 24.09.  | Anning                                           | Lee Hua-chen           | Sun Xuliu Zhao Qianqian                      |
| 24.09.  | Brünn                                            | Nefisa Berberović      | Kristýna Hrabalová Nikola Tomanová           |
| 24.09.  | Kairo                                            | Michele Alexandra Zmau | Sandra Samir Michele Alexandra Zmau          |
| 24.09.  | Schymkent                                        | Darja Lodikowa         | Yekaterina Dmitrichenko Anna Jakowlewa       |
| 24.09.  | Melilla                                          | Ioana Loredana Roșca   | Olga Parres Azcoitia Ioana Loredana Roșca    |
| 24.09.  | Monastir                                         | Barbara Bonić          | Chiraz Bechri Barbara Bonić                  |
| 24.09.  | Antalya                                          | Romina Oprandi         | Cemre Anil Melis Sezer                       |
| 24.09.  | Tschornomorsk                                    | Anastassija Schoschyna | Maryna Kolb Nadija Kolb                      |
| 24.09.  | Hilton Head Island, SC                           | Bianca Turati          | Bárbara Gatica Rebeca Pereira                |